# Miss Nigeria
Miss Nigeria est un concours de beauté féminine, destiné aux jeunes femmes habitantes et de nationalité nigériane.
La sélection permet de représenter le pays au concours de Miss Univers.

## Les Miss

### Miss Nigéria

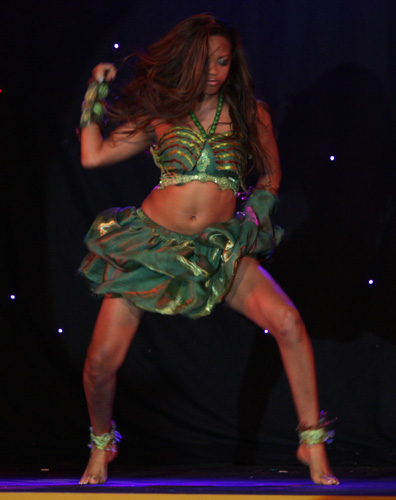
Adaeze Yobo, Miss Nigeria 2008.

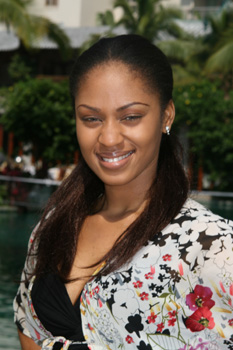
Munachi Abii, Miss Nigeria 2007.

| Année | Nom                                               | Origine                 |
| ----- | ------------------------------------------------- | ----------------------- |
| 1957  | Grace Oyelude                                     | Regioni occidentali     |
| 1958  | Helen Anyamaeluna                                 | Eastern Region          |
| 1959  | Nene Etule                                        | Non Nigeriana (Camerun) |
| 1960  | Rosemary Anieze                                   | Mid-Regioni occidentali |
| 1961  | Clara Emefiena                                    |                         |
| 1962  | Yemi Idowu                                        | Regioni occidentali     |
| 1963  | Alice Aleebe                                      |                         |
| 1964  | Edna Park                                         |                         |
| 1965  | Anna Ioboweime                                    |                         |
| 1966  | Nessun concorso                                   |                         |
| 1967  | Rosaline Balogun                                  | Regioni occidentali     |
| 1968  | Foluke Ogundipe                                   | Regioni occidentali     |
| 1969  | Stella Owivri                                     |                         |
| 1972  | Victoria Bamidele                                 |                         |
| 1977  | Toyin Monney                                      |                         |
| 1978  | Irene Omagbemi                                    |                         |
| 1979  | Helen Prest                                       | Bendel                  |
| 1980  | Syster Jack                                       |                         |
| 1981  | Tokunbo Onanuga (detronizzata)                    |                         |
| 1982  | Rita Martins                                      |                         |
| 1984  | Cynthia Oronsaye                                  |                         |
| 1985  | Rosemary Okeke                                    |                         |
| 1986  | Rita Anuku                                        |                         |
| 1987  | Stella Okoye                                      | Imo                     |
| 1988  | Wunmi Adebowale                                   |                         |
| 1989  | Nessun concorso                                   |                         |
| 1990  | Binta Sukai                                       | Kaduna                  |
| 1991  | Bibiana Ohio                                      |                         |
| 1992  | Nessun concorso                                   |                         |
| 1993  | Janet Fateye                                      |                         |
| 1994  | Clara Ojo                                         | Edo                     |
| 1998  | Regina Nwabunar                                   | Abia                    |
| 1999  | Nessun concorso                                   |                         |
| 2000  | Vien Tetsola also known as the "Millennium Queen" | Delta                   |
| 2001  | Valerie Peterside detronizzata                    | Rivers                  |
| 2001  | Amina Ekpo replaced Peterside                     | Akwa Ibom               |
| 2002  | Sylvia Edem                                       | Cross River             |
| 2003  | Nwando Okwosa                                     | Anambra                 |
| 2004  | Ene Lawani                                        | Benue                   |
| 2010  | Damilola Agbajor                                  | Delta                   |
| 2011  | Feyijimi Sodipo                                   | Ogun                    |

### Most Beautiful Girl in Nigeria
| Année | Nom                          | état         |
| ----- | ---------------------------- | ------------ |
| 1986  | Lynda Chuba-Ikpeazu          | Imo          |
| 1987  | Omasan Buwa                  | Warri        |
| 1988  | Bianca Onoh (Detronizzata)   | Abuja        |
| 1989  | Regina Askia                 | Akwa Ibom    |
| 1990  | Sabina Umeh                  | Imo          |
| 1991  | Nike Oshinowo                | Ogun         |
| 1992  | Sandra Petgrave              | Akwa Ibom    |
| 1993  | Rhihole Gbinigie             | Lagos        |
| 1994  | Susan Hart                   | Benue        |
| 1995  | Toyin Raji                   | Kogi         |
| 1996  | Emma Komlosy                 | Lagos        |
| 1998  | Chika Chikezie               | Imo          |
| 1999  | Angela Ukpoma                | Imo          |
| 2000  | Matilda Kerry                | Rivers       |
| 2001  | Agbani Darego (detronizzata) | Rivers       |
| 2001  | Ann Suinner                  | Abuja        |
| 2002  | Chinenye Ochuba              | Anambra      |
| 2003  | Celia Bissong                | Calabar      |
| 2004  | Anita Uwagbale               | Benin City   |
| 2005  | Omowunmi Akinnifesi          | Kwara        |
| 2006  | Abiola Bashorun              | Lagos        |
| 2007  | Munachi Nwankwo              | Imo          |
| 2008  | Adaeze Igwe                  | Anambra      |
| 2009  | Glory Chuku                  | Nasarawa     |
| 2010  | Fiona Amuzie Afora           | Plateau      |
| 2011  | Sylvia Nduka                 | Taraba       |
| 2012  | Damiete Granville            | Rivers State |
| 2013  | Anna Banner                  | Bayelsa      |
| 2014  | Iheoma Nnadi                 | Akwa Ibom    |
| 2015  | Unoaku Anyadike              | Anambra      |
| 2016  | Debbie Collins               | Ebonyi       |
| 2017  | Ugochi Ihezue                | Kebbi        |
| 2018  | Anita Ukah                   | Imo          |
| 2019  | Nyekachi Douglas             | Rivers State |
| 2021  | Oluchi Madubuike             | Abuja        |
| 2022  | Ada Eme                      | Abia         |